# Chiến tranh thương mại Nhật Bản – Hàn Quốc
Chiến tranh thương mại Nhật Bản – Hàn Quốc 2019 (hay Thương chiến Nhật – Hàn) là một cuộc chiến tranh thương mại và các lệnh trả đũa kinh tế lẫn nhau dẫn đến một loạt các tranh chấp về thương mại song phương trong việc kiểm soát xuất - nhập khẩu vật liệu công nghệ cao giữa Nhật Bản và Hàn Quốc, bắt đầu từ ngày 1 tháng 7 năm 2019.

## Bối cảnh
Xung đột ngoại giao và chính trị giữa hai quốc gia bắt đầu căng thẳng vào cuối năm 2018, sau phán quyết của Tòa án Tối cao Hàn Quốc yêu cầu nhiều công ty lớn của Nhật Bản (như Mitsubishi Heavy Industries, Nippon Steel, Nachi-Fujikoshi,...) phải bồi thường cho những lao động người Hàn Quốc từng bị cưỡng bức, ép buộc phải tham gia công việc đóng tàu và khí cụ bay cho quân đội Nhật Bản trong thời kỳ Đế quốc Nhật Bản chiếm đóng bán đảo Triều Tiên trong chiến tranh thế giới thứ hai. Quyết định này khiến chính phủ Nhật Bản tức giận vì họ cho rằng vấn đề trên đã được giải quyết theo Hiệp ước Quan hệ cơ bản Hàn Quốc và Nhật Bản ký kết năm 1965, Bộ Kinh tế, Thương mại và Công nghiệp Nhật Bản (METI) sau đó ra tuyên bố về một cuộc "chiến tranh thương mại" chính thức với Hàn Quốc khi thực hiện lệnh hạn chế xuất khẩu nhiều loại vật liệu công nghệ cao được sử dụng trong sản xuất chất bán dẫn và thiết bị hiển thị từ ngày 1 tháng 7 năm 2019.

## Diễn biến
Nhật Bản và Hàn Quốc từ lâu đã có nhiều tranh cãi liên quan đến các vấn đề từ thời kỳ Đế quốc Nhật Bản chiếm đóng bán đảo Triều Tiên cũng như lao động cưỡng bức hay nô lệ tình dục.
Tòa án Tối cao Hàn Quốc vào tháng 10-2018 phán quyết một công ty Nhật Bản phải bồi thường cho 4 người Hàn Quốc bị ép buộc làm việc cho họ trong thời gian Nhật Bản chiếm đóng bán đảo Triều Tiên trong Thế chiến II.
Lập trường của Nhật Bản cho đến giờ là vấn đề lao động cưỡng bức thời chiến đã được giải quyết xong khi hai nước ký hiệp ước khôi phục quan hệ ngoại giao năm 1965. Tuy nhiên, Tổng thống Hàn Quốc Moon Jae-in lại lập luận rằng hiệp ước này không ngăn người dân kiện các công ty Nhật Bản và phán quyết của tòa án nên phải được tôn trọng.
Phản ứng trước động thái của Seoul, Tokyo khẳng định Nhật Bản sẽ áp đặt các quy định xuất khẩu chặt chẽ hơn đối với 3 mặt hàng vật liệu công nghệ cao gồm Fluorinated Polyamides, Photoresists và Hydrogen Fluoride - dùng trong sản xuất điện thoại thông minh và chất bán dẫn của Hàn Quốc.
Đáp trả lại lệnh hạn chế xuất khẩu của Nhật Bản, Hàn Quốc trả đũa bằng việc hạn chế xuất khẩu màn hình OLED sang thị trường Nhật Bản - mặt hàng xuất khẩu mà Hàn Quốc nắm giữ tới 90-95% thị phần trên toàn cầu. Sau đó, Nhật Bản dự định loại Hàn Quốc ra khỏi danh "sách trắng" bao gồm 27 nước được Nhật hạn chế tối đa rào cản pháp lý thương mại với lý do nước láng giềng có hệ thống kiểm soát xuất khẩu không đáng tin cậy. Việc bị loại khỏi danh sách trắng có thể ảnh hưởng đến khoảng 1.100 mặt hàng đồng thời gây thiệt hại đáng kể cho các ngành công nghiệp của Hàn Quốc.
Ngày 9 tháng 7, trong cuộc họp tại trụ sở tổ chức WTO ở Geneva, Thụy Sĩ, Hàn Quốc đã đưa quyết định hạn chế xuất khẩu hàng công nghệ của Nhật Bản ra bàn luận.
Cuộc đàm phán gần nhất vào ngày 12-7 giữa đại diện Bộ Thương mại hai nước không giải quyết được các tranh chấp. Giữa căng thẳng trong cuộc chiến, người dân Hàn Quốc tiến hành tẩy chay mạnh mẽ các sản phẩm có xuất xứ từ Nhật Bản trên quy mô toàn quốc.

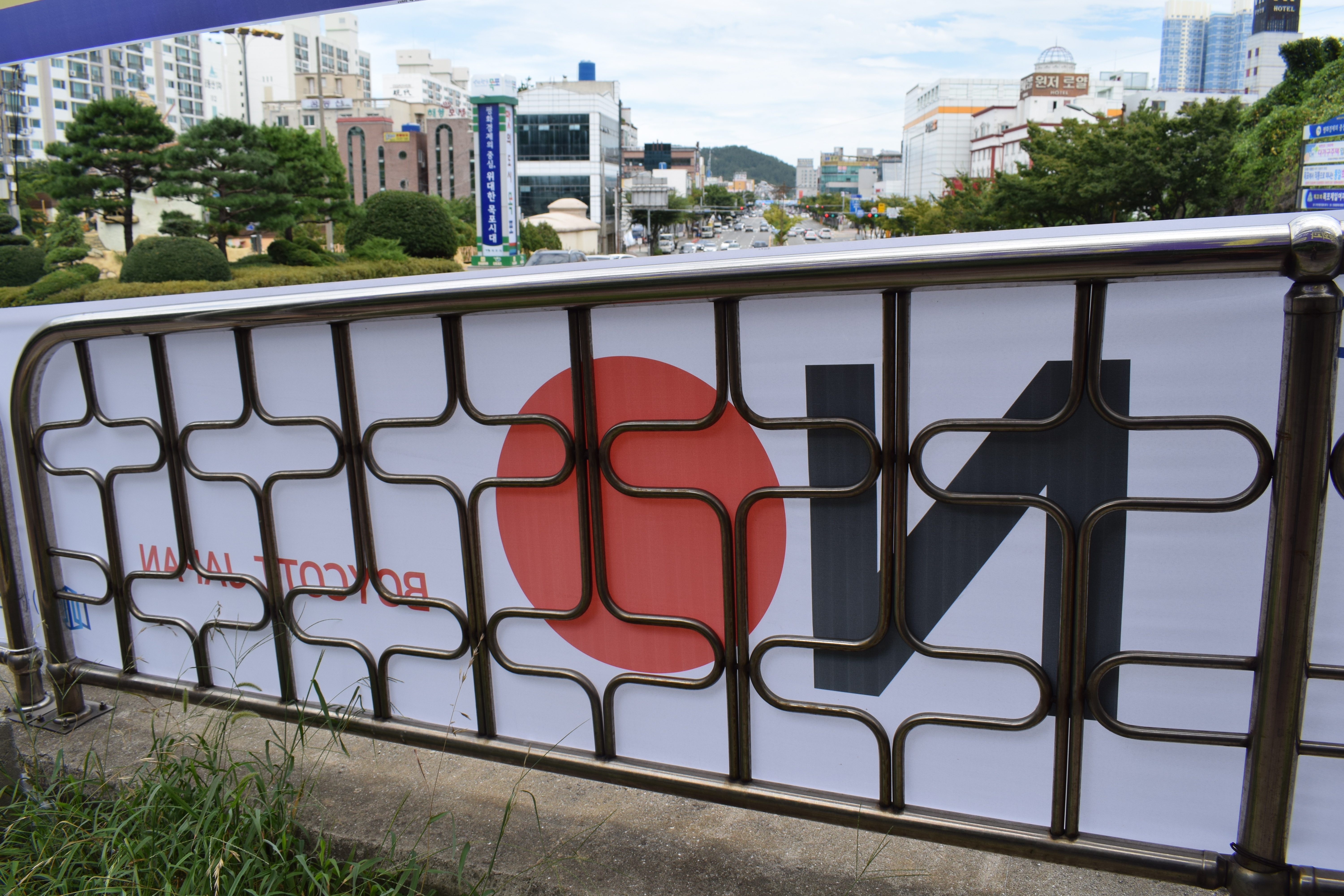
Khẩu hiệu "NO, BOYCOTT JAPAN" của người Hàn Quốc kêu gọi tẩy chay hàng hoá Nhật Bản

Đại hội đồng WTO tổ chức cuộc họp diễn ra trong 2 ngày 23 và 24/7 để thảo luận về việc Nhật Bản áp dụng các hạn chế đối với hoạt động xuất khẩu nguyên liệu công nghệ cao sang thị trường Hàn Quốc. Cuộc họp có sự tham dự của tất cả các đại diện đến từ 164 nền kinh tế thành viên WTO.
Ngày 2 tháng 8, Nội các của Thủ tướng Nhật Bản Shinzo Abe thông báo đã quyết định loại Hàn Quốc khỏi 'danh sách trắng' những địa chỉ xuất khẩu tin cậy của Nhật Bản. Quyết định sẽ có hiệu lực từ ngày 28-8. Theo đó, Hàn Quốc sẽ không còn được hưởng những lợi ích liên quan như các chính sách kiểm soát được nới lỏng đối với hàng hoá xuất khẩu của Nhật.
Đáp lại quyết định trên, ngày 12/8, Hàn Quốc cũng đưa ra 'dự thảo hướng dẫn quy chế ưu đãi xuất nhập khẩu', trong đó, Hàn Quốc xóa tên Nhật Bản khỏi 'danh sách trắng' các nước được hưởng ưu đãi xuất khẩu. Theo đó, sau khi Tokyo bị loại khỏi danh sách trắng của Seoul, các doanh nghiệp Nhật sẽ phải trình cho chính phủ Hàn Quốc phê duyệt với mỗi đơn hàng xuất khẩu vật tư chiến lược từ Nhật sang thị trường Hàn Quốc và ngược lại, thay vì được phê chuẩn gộp một lần như trước đây. Thời hạn thẩm định cũng dài hơn, trong khoảng 15 ngày, thay vì chỉ 5 ngày như trước.